# スピニングボール
スピニングボールは、ジャグリングの道具の一種。
指などの上で回すため、大きめになっているボール。充分に練習すれば、どんなボールでも指先で回すことは可能であるが、専用にやりやすくなったボールがある。指先から、棒の上や、すでに回っているもうひとつのボールの上に移す（ボールオンザボール）技などがある。 
バスケットボールやサッカーボールで代用できる。